# James Gaisford
James Gaisford (* 19. Mai 1994 in Los Angeles, Kalifornien) ist ein US-amerikanischer Schauspieler und Musicaldarsteller.

## Leben
Geboren in Los Angeles wuchs Gaisford in Sundance im US-Bundesstaat Utah auf. Seine Mutter arbeitet als Musiklehrerin. Von ihr lernte er das Spielen am Klavier und das professionelle Singen. Dank diesen Kenntnissen wirkte er in mehreren Musicals mit. Er spricht außerdem fließend Französisch und bezeichnet sich daher als Mann der Renaissance.
Ab 2006 folgten erste Besetzungen als Schauspieler von Nebenrollen in Kurz- und Spielfilmen. Gaisford praktiziert Kampfkünste, reitet (Bullenreiten und Pferdesport) und macht daher seine Stunts selber. 2017 war er jeweils in einer Episode der Fernsehserien Criminal Minds und Camp Kikiwaka zu sehen. 2019 verkörperte er im Kurzfilm The Trial of Porter Rockwell die gleichnamige Titelrolle. Der Film wurde ab dem 21. Mai 2019 im Videoverleih vertrieben.

## Filmografie
- 2006: The Letter Writer (Kurzfilm)
- 2010: Mein Bruder, die Pfadfinderin! (Den Brother) (Fernsehfilm)
- 2011: Hunger Games: The Second Quarter Quell (Kurzfilm)
- 2011: Ein Brief für Dich (The Letter Writer) (Fernsehfilm)
- 2012: Osombie
- 2012: Einsatz auf vier Pfoten 2 – Das Weihnachtsmärchen geht weiter (12 Dogs of Christmas: Great Puppy Rescue)
- 2012: Shades of Treason
- 2013: Ephraim's Rescue
- 2013: Schattenkrieger – The Shadow Cabal (SAGA – Curse of the Shadow)
- 2013: Herzenssache – Ein Pferd für die ganze Familie (Christmas for a Dollar)
- 2014: Halfpipe Feeling (Fernsehfilm)
- 2014: Nowhere Safe (Fernsehfilm)
- 2014: One Shot
- 2014: The Christmas Dragon
- 2014: Christmas Under Wraps (Fernsehfilm)
- 2014: Assassins Creed Black Flag Short Film (Kurzfilm)
- 2015: Austentatious (Fernsehserie, Episode 1x04)
- 2016: Mythica: The Iron Crown
- 2016: Real Fight (Kurzfilm)
- 2016: Shadows of the Dead
- 2017: 626 Evolution
- 2017: Criminal Minds (Fernsehserie, Episode 12x15)
- 2017: Camp Kikiwaka (Fernsehserie, Episode 2x14)
- 2017: The Wrong Neighbor (Fernsehfilm)
- 2019: The Trial of Porter Rockwell (Kurzfilm)